# Peter Kinik
Peter Kinik (21 de mayo de 1986) es un deportista eslovaco que compitió en tiro con arco adaptado. Ganó una medalla de bronce en los Juegos Paralímpicos de Río de Janeiro 2016 en la prueba individual (clase W1).

## Palmarés internacional
| Juegos Paralímpicos | Juegos Paralímpicos     | Juegos Paralímpicos | Juegos Paralímpicos     |
| Año                 | Lugar                   | Medalla             | Prueba                  |
| ------------------- | ----------------------- | ------------------- | ----------------------- |
| 2016                | Río de Janeiro (Brasil) | Medalla de bronce   | Compuesto individual W1 |